# Fashion Week (album)
Fashion Week è un album in studio strumentale del gruppo musicale hip hop sperimentale statunitense Death Grips, pubblicato il 4 gennaio 2015 dalla Third Worlds.

## Descrizione

### Premesse
Fashion Week venne descritto dal gruppo come se fosse una "colonna sonora". Un file ZIP, con 6 tracce contenute in questo album e 2 brani mai pubblicati, venne diffuso su Reddit nel 2014. I fan, tuttavia, pensarono che fossero dei brani falsi.

### L'album
I titoli dei brani presenti seguono una dicitura congruente un brano con l'altro: Runway J, Runway E, e così via dicendo. In modo acrostico, questi brani formano la frase "JENNY DEATH WHEN", facendo richiamo al clamore dell'uscita della seconda parte del doppio album The Powers That B, ovvero Jenny Death.

## Tracce
Musiche di Andy Morin e Zach Hill.
1. Runway J – 4:09
2. Runway E – 3:14
3. Runway N – 2:42
4. Runway N – 3:01
5. Runway Y – 4:01
6. Runway D – 4:43
7. Runway E – 3:25
8. Runway A – 3:37
9. Runway T – 2:36
10. Runway H – 4:29
11. Runway W – 3:29
12. Runway H – 3:35
13. Runway E – 2:21
14. Runway N – 2:01

Durata totale: 47:23

## Formazione
- Andy Morin – tastiere
- Zach Hill – batteria